# Aegosoma kusamai
Aegosoma kusamai là một loài bọ cánh cứng trong họ Cerambycidae.